# 森高愛
森高愛（日语：／ Moritaka Ai，1998年1月14日—），出身於日本埼玉縣的女演員及模特兒。現為TEN CARAT旗下藝人。

## 簡介
森高愛是個左撇子，自小體育細胞不錯，小學時代曾活躍於跳遠、跳高、跨欄等運動，亦曾代表學校在市區活動裡表演急行跳遠。2009年，她透過藝能公司TEN CARAT出道，2014年因參演超級戰隊系列電視劇集（特攝）《烈車戰隊特急者》中「神樂」一角而備受注目。現時主要擔任時裝模特兒和拍攝劇集、電影。

## 演出作品

### 真人秀節目
- Girls Lab（2010年11月 - 2011年3月、Kids Station） - 旁白

### 電視劇
- 摩天酒店女強人vs女保全（2007年12月1日、朝日電視台） - 幼年篠之宮薫
- Beginners!（2012年7月 - 9月、TBS）- 志村真夏
- 激流～你還記得我嗎？～（2013年6月 - 、NHK）- 三隅圭子（中學時期）
- 烈車戰隊特急者（2014年2月16日 - 、朝日電視台）- 神樂 / 特急5號（聲）
- 烈車戰隊特急者VS幪面超人鎧武 春假合體Special（2014年3月30日、朝日電視台） - 神樂 / 特急5號（聲）
- 偵探的偵探 第4話（2015年7月30日、富士電視台） - 木梶愛莉
- 警視廳搜查一課9係 第十一季第9話（2016年6月1日、朝日電視台） - 柚木玲奈
- 被討厭的勇氣 第3話（2017年1月26日、富士電視台） - 相良裕子
- 哥哥太愛我了怎麼辦（2017年4月12日 - 5月10日、日本電視台）
- UNNATURAL 第7話（2018年2月23日、TBS） - 苑乃
- 正義之凛 第9話（2018年6月6日、日本電視台） - 杉本菜月
- Get Ready! 最終話（2023年3月12日、TBS） - マミ

### 電影
- 獸電戰隊強龍者 VS Go Busters 恐龍大決戰！ 再見永遠的朋友啊（2014年1月18日、東映）- 特急5號（聲）
- 平成騎士對昭和騎士 假面騎士大戰 feat.超級戰隊（2014年3月29日）- 神樂 / 特急5號（聲）
- 烈車戰隊特急者 THE MOVIE 銀河路線SOS（2014年7月19日）- 神樂 / 特急5號（聲）
- 烈車戰隊特急者 VS 強龍者 THE MOVIE（2015年1月17日）- 神樂 / 特急5號（聲）
- 俺物語!!（2015年10月31日、東寶株式會社） - 山崎菜菜子
- 手裏劍戰隊忍忍者 VS 特急者 THE MOVIE 忍者 In Wonderland（2016年1月23日、東映） - 神樂 / 特急5號（聲）
- 人狼遊戲 LOVERS（2017年1月28日、AMG Entertainment） - 戶谷佳奈
- 哥哥太愛我了怎麼辦（2017年6月30日、松竹）

### 舞台劇
- 憤恨〜某女教師之死〜（2015年10月7日 - 11日、下北澤劇小劇場） - 宮沢ゆい
- 我們是獎金收益團（2015年12月4日 - 9日、Theatre1010） - 桃瀬仁依菜
- 告別我們是獎金收益團（2017年2月16日 - 22日、Theatre1010） - 桃瀬仁依菜
- この時が終わる前に（2017年1月18日 - 20日、三鷹市藝術文化中心） - 逢坂櫻

### 原創影片
- 歸來的烈車戰隊特急者 夢幻的超特急7號（2015年6月24日、東映） - 神樂 / 特急5號（聲）
- 連續4週特別篇 超級戰隊最強對戰!!（2019年2月17日 -3月10日、東映） - 神樂 / 特急5號（聲）

### 配音
- 按一按發明 Pikachin-Kit（2018年1月6日 - 、東京電視台）實景部分：マジ子妹妹

### 廣告
- 獅王「Reed Healthy Cooking Paper」（2009年）
- 日本環球影城 （2015年・2016年・2018年）
- 宮城米「宮城米與四姉妹的物語。」（2017年11月15日）
- 瑞穗銀行「瑞穗JCB簽帳金融卡」（2017年12月15日）

### 網上廣告
- VAIO（2017年）

## 書籍
- 月刊Cameraman（2012年9月號 - 、Motor Magazine） - 表紙
- girls!（2012年8月27日 vol.36 - 、雙葉社） - 寫真
- 週刊Playboy（2012年7月30日號 - 、集英社） - 寫真
- UTB＋（2012年7月23日 vol.9 - 、Wani Books） - 寫真

### 雜誌連載
- ニコ☆プチ（2009年8月號 - 2011年6月號、新潮社） - 專屬模特兒
- ラブベリー（2011年5月號 - 2012年3月號、徳間書店） - 專屬模特兒
- ピチレモン（2012年6月號 - 、學研控股） - 專屬模特兒

### 其他
- 小學館Angel文庫「像向太陽微笑的花」（著：石川キララ、2014年6月25日發行、小學館） - 封面女郎

## 外部連結
- 森高愛的X（前Twitter）
- 森高愛的Instagram帳戶
- 森高愛 Moritaka Ai - 官方網頁 （页面存档备份，存于）
- ピチレモン森高愛のプロフィール
- 森高愛官方Mobile Site[永久]

| 前任： 今野鮎莉 （獸電戰隊強龍者） | 日本超級戰隊系列桃色戰士演員 烈車戰隊特急者 2014年2月16日-2015年2月8日 | 繼任： 山谷花純 （手裏劍戰隊忍忍者） |